# Distrikt Mbarara
Mbarara ist ein Distrikt (district) in West-Uganda mit 390.700 Einwohnern. Wie fast alle Distrikte von Uganda ist er nach seinem Hauptort – Mbarara – benannt. Mbarara liegt im Südwesten Ugandas an der Grenze zu Tansania.

## Bevölkerung
Die Einwohner des Mbarara-Distrikts gehören verschiedenen Bantu-Völkern an, darunter die Ankole. Zusammen mit den benachbarten Distrikten Bushenyi und Ntungamo gehört Mbarara zum Gebiet des ehemaligen Ankole-Königreichs.

## Klima
Mbarara gehört klimatisch zu den trockenen Tropen und machte im Laufe der Jahrzehnte immer wieder längere Dürrephasen durch. Unter Zusammenfassung der Jahre 2003/2004, sowie 2005/2009 ergab sich für die Dekade 2000–2009 ein Regendurchschnitt von lediglich 335,25 mm jährlich. Das ist zwar fast doppelt so viel wie im Zeitraum 1993–1999 unter Zusammenfassung der Jahre 1996/1997, ergibt aber gegenüber dem Zeitraum 1973–1978 einen leichten Rückgang von 11,13 Millimetern.
Als Distrikt der Extreme kennt Mbarara sowohl die 100 % Luftfeuchtigkeit ohne Niederschlag (gemessen am 21. Januar 2001) als auch die zerstörerische Kraft eines Sturzregens von 299,97 Millimetern bei nur 55 % Luftfeuchtigkeit (gemessen am 4. Juli 1977). Wegen der vielen Dürrephasen lassen sich die Regenzeiten in Mbarara nicht eindeutig bestimmen. Es gibt fast jeden Monat in einer trockenen und in einer feuchten Ausführung, jedoch sind Februar und Juni fast immer niederschlagsfrei oder schwach durchfeuchtet.